# Lepidagathis laguroidea
Lepidagathis laguroidea là một loài thực vật có hoa trong họ Ô rô. Loài này được (Nees) T. Anderson mô tả khoa học đầu tiên năm 1863.